# Atletica Osimo
L'A.S.D. Atletica Osimo, meglio nota come Atletica Osimo, è una società italiana di atletica leggera con sede a Osimo.

## Storia

### Gli inizi
L'Atletica Osimo nasce nel 1964 con il nome di S.A.L.F. (Società Atletica Leggera Femminile). Sin dai primi momenti la società iniziò ad appoggiarsi a le scuole osimane, in modo da riuscire a trovare giovani atlete. Già dal primo anno la società contava 26 atlete, e già dall'anno successivo accrebbero a 65. Nel 1965 viene affiliata alla S.A.L.F. il Gruppo Sportivo Diana (squadra di atletica leggera maschile nata per dare la possibilità di praticare questo sport anche ai tanti ragazzi che si stavano mettendo in luce ai giochi sportivi studenteschi), e lo stesso anno due ragazze osimane si laureano campionesse regionali nel salto in alto e nei 60 metri piani.

### La nuova pista
Nel 1981 il G.S. Diana e la S.A.L.F. Osimo si uniscono per creare l'Atletica Osimo. Il medesimo anno attorno il campo sportivo Diana viene costruita una pista di 360 metri a 4 corsie.

### Trofeo "Marche 9,14"
Il 21 ottobre 1978 l'atletica Osimo organizza allo stadio Del Duca di Ascoli Piceno il I Trofeo Marche 9,14, una gara regionale dedicata totalmente al settore degli ostacoli. Già dalla 2ª edizione il trofeo diventò interregionale, e nazionale l'anno seguente. Il trofeo ebbe un'interruzione di 26 anni, ma nel 2006 viene svolta la 4ª edizione, con la partecipazione di Emanuele Abate ed Emiliano Pizzoli. Il trofeo continua fino all'edizione dell'anno 2015, poi viene interrotto.

## Presidenti
- Augusto Davalli (1964 - 1968)
- Giuseppe Giaccaja (1969 - 1973)
- Fulvio Cingolani (1974 - 1978)
- Antonio Carpineti (1979 - 1981)
- Rosario Alberto Sorbellini (1982 - 1985)
- Luciano Domesi (1986 - 1990)
- Lucio Costantini (1991 - 1993)
- Fabio Dellantonio (1994 - 2005)
- Adriano Malatini (2006 - 2024)
- Carlo Mengoni (2024 - presente)

## Palmarès
dal 2014 in poi gli atleti dell'Atletica Osimo dalla categoria allievi a quella senior gareggiano con la società Team Atletica Marche

### Campionati italiani assoluti

#### Uomini
- Bronzo Simone Monzani nei 200 metri piani indoor ad Ancona  ai Campionati Italiani indoor Assoluti 2000

### Campionati italiani promesse

#### Uomini
- Oro Michele Falcetta nei 200 metri piani ad Ancona ai Campionati Italiani indoor Promesse 1998
- Bronzo Simone Monzani  nei 200 metri piani ad Ancona ai Campionati Italiani indoor Promesse 2001

#### Donne
- Oro Angelica Ghergo ai Campionati Italiani Promesse 2022 nei 400 metri ostacoli Firenze (C.S. Esercito)

### Campionati italiani juniores

#### Uomini
- Argento Ermanno Cedrati salto triplo a Firenze  ai Campionati Italiani indoor Juniores 1990
- Bronzo Tommaso Giuliodori ai Campionati Italiani Juniores 2012 nei 400 metri ostacoli Ancona

- Bronzo Luca Malatini nell'eptathlon a Genova  ai Campionati Italiani indoor Juniores 2003
- Bronzo Ermanno Cedrati nell'eptathlon indoor a Bressanone  ai Campionati Italiani indoor Juniores 1990

#### Donne
- Oro Angelica Ghergo ai Campionati Italiani Juniores 2021 nei 400 metri ostacoli Grosseto

- Oro Angelica Ghergo ai Campionati Italiani Juniores 2020 nei 400 metri ostacoli Grosseto
- Oro Angelica Ghergo ai Campionati Italiani Indoor Juniores 2020 nei 400 metri piani Ancona

### Campionati italiani allievi

#### Uomini
- Argento Manuel Nemo nel salto in alto a Ancona  ai Campionati Italiani indoor Allievi 2012
- Argento Manuel Nemo nel salto in alto a Ancona  ai Campionati Italiani indoor Allievi 2012
- Argento Gianmarco Tamberi nel salto in alto a Grosseto  ai Campionati Italiani Allievi 2009

- Bronzo Manuel Nemo nel salto in alto ai Campionati Italiani Allievi 2012
- Bronzo Gianmarco Tamberi nel salto in alto ad Ancona  ai Campionati indoor Allievi 2009
- Bronzo Luca Malatini nell'octhatlon a Pesaro  ai Campionati Italiani Allievi di Octathlon 2001

#### Donne
- Oro Angelica Ghergo ad Ancona ai Campionati Italiani Indoor Allievi 2019 nei 400 metri piani
- Oro Angelica Ghergo ad Ancona ai Campionati Italiani Indoor Allievi 2018 nei 400 metri piani
- Argento Serena Frolli ai Campionati Italiani Allievi 2021 nei 2000 metri siepi, Rieti
- Argento Angelica Ghergo a Rieti ai Campionati Italiani Allievi 2018 nei 400 metri ostacoli
- Argento Serenella Polacco ai Campionati Italiani Allievi 1967 nel lancio del giavellotto
- Bronzo Angelica Ghergo ai Campionati Italiani Allievi 2019 nei 400 metri ostacoli, Agropoli

### Campionati italiani cadetti

#### Uomini
- Bronzo Matteo Ghergo nei 300 metri ostacoli a Caorle ai Campionati Italiani Cadetti 2022
- Bronzo Enrico Squadroni nel pentathlon a Roma ai Campionati Italiani Cadetti 2008

#### Donne
- Oro Serena Frolli nei 1200 siepi a Forlì  ai Campionati Italiani Cadetti 2019

- Argento Angelica Ghergo nei 300 metri ostacoli a Cles ai Campionati Italiani Cadetti 2017

- Bronzo Angelica Ghergo nei 300 metri ostacoli a Cles  ai Campionati Italiani Cadetti 2016

### Campionati italiani universitari

#### Donne
- Oro Valentina Natalucci nei 100 metri piani a Milano  ai Campionati Italiani Universitari 2014

### Campionati italiani studenteschi

#### Uomini
- Oro Gianmarco Tamberi nel salto in alto ai Campionati Italiani Studenteschi nel 2009 (rappresentanza I.I.S. Corridoni Campana di Osimo)

- Argento Luca Malatini nel salto in alto a Gorizia ai Campionati Italiani studenteschi 2001

### Campionati di Società
- Bronzo di squadra a Bastia Umbra ai Campionati Italiani di Società Allievi 2009, Finale A3
- Bronzo Leonardo Malatini, Enrico Squadroni e Luca Binci a Busto Arsizio  ai Campionati Italiani di Società di prove multiple Allievi 2009, Finale A

### Campionati Italiani Paralimpici

#### Ori
- Oro Gaetano Schimmenti nei 60 m ad (Ancona) ai campionati italiani paralimpici indoor 2024
- Oro Gaetano Schimmenti nei 60 m ad (Ancona) ai campionati italiani paralimpici indoor 2021
- Oro Gaetano Schimmenti nei 60 m ad (Ancona) ai campionati italiani paralimpici indoor 2020
- Oro Gaetano Schimmenti nei 60 m ad (Ancona) ai campionati italiani paralimpici indoor 2018
- Oro Gaetano Schimmenti nei 60 m ad (Ancona) ai campionati italiani paralimpici indoor 2016
- Oro Gaetano Schimmenti nei 60 m ad (Ancona) ai campionati italiani paralimpici indoor 2015
- Oro Gaetano Schimmenti nei 60 m ad (Ancona) ai campionati italiani paralimpici juniores indoor 2014
- Oro Gaetano Schimmenti nei 60 m ad (Ancona) ai campionati italiani paralimpici juniores indoor 2013
- Oro Gaetano Schimmenti nei 200 m ad (Ancona) ai campionati italiani paralimpici indoor 2019
- Oro Gaetano Schimmenti nei 200 m ad (Ancona) ai campionati italiani paralimpici indoor 2018
- Oro Gaetano Schimmenti nei 200 m ad (Ancona) ai campionati italiani paralimpici indoor 2015
- Oro Gaetano Schimmenti nei 200 m ad (Ancona) ai campionati italiani paralimpici juniores indoor 2014
- Oro Gaetano Schimmenti nei 4x200 m ad (Ancona) ai campionati italiani paralimpici indoor 2024
- Oro Gaetano Schimmenti nei 4x200 m ad (Ancona) ai campionati italiani paralimpici indoor 2023
- Oro Gaetano Schimmenti nei 4x200 m ad (Ancona) ai campionati italiani paralimpici indoor 2021
- Oro Gaetano Schimmenti nei 4x200 m ad (Ancona) ai campionati italiani paralimpici indoor 2020
- Oro Gaetano Schimmenti nei 4x400 m ad (Ancona) ai campionati italiani paralimpici indoor 2020
- Oro Gaetano Schimmenti nei 4x100 m ad (Ancona) ai campionati italiani paralimpici  2022
- Oro Gaetano Schimmenti nei 4x100 m ad (Ancona) ai campionati italiani paralimpici  2020
- Oro Gaetano Schimmenti nei 4x100 m ad (Ancona) ai campionati italiani paralimpici  2019
- Oro Gaetano Schimmenti nei 4x400 m ad (Ancona) ai campionati italiani paralimpici  2024
- Oro Gaetano Schimmenti nei 4x400 m ad (Ancona) ai campionati italiani paralimpici  2023

- Oro Gaetano Schimmenti nei 4x400 m ad (Ancona) ai campionati italiani paralimpici  2022

- Oro Gaetano Schimmenti nei 4x400 m ad (Ancona) ai campionati italiani paralimpici  2020

- Oro Gaetano Schimmenti nei 4x400 m ad (Ancona) ai campionati italiani paralimpici 2019
- Oro Gaetano Schimmenti nei 100 m ad (Ancona) ai campionati italiani juniores paralimpici  2016
- Oro Gaetano Schimmenti nei 100 m ad (Ancona) ai campionati italiani juniores paralimpici  2014
- Oro Gaetano Schimmenti nei 100 m ad (Ancona) ai campionati italiani paralimpici  2020
- Oro Gaetano Schimmenti nei 100 m ad (Ancona) ai campionati italiani paralimpici  2019
- Oro Gaetano Schimmenti nei 100 m ad (Roma) ai campionati italiani paralimpici  2017
- Oro Gaetano Schimmenti nei 100 m ad (Macerata) ai campionati italiani paralimpici  2015
- Oro Gaetano Schimmenti nei 100 m ad (Padova) ai campionati italiani paralimpici  2014
- Oro Gaetano Schimmenti nei 200 m ad (Macerata) ai campionati italiani paralimpici  2015
- Oro Gaetano Schimmenti nei 200 m ad (Padova) ai campionati italiani paralimpici  2014
- Oro Gaetano Schimmenti nei 200 m ad (Pescara) ai campionati italiani paralimpici  2013
- Oro Gaetano Schimmenti nei 200 m ad (Padova) ai campionati italiani juniores paralimpici  2014
- Argento Gaetano Schimmenti nei 60 m ad (Ancona) ai campionati italiani paralimpici indoor 2023
- Argento Gaetano Schimmenti nei 60 m ad (Ancona) ai campionati italiani paralimpici indoor 2019
- Argento Gaetano Schimmenti nei 200 m ad (Ancona) ai campionati italiani paralimpici indoor 2016
- Argento Gaetano Schimmenti nei 200 m ad (Ancona) ai campionati italiani paralimpici indoor 2023
- Argento Gaetano Schimmenti nei 200 m ad (Ancona) ai campionati italiani paralimpici indoor 2021
- Argento Gaetano Schimmenti nei 200 m ad (Ancona) ai campionati italiani paralimpici indoor 2020
- Argento Gaetano Schimmenti nella 4x400 m ad (Ancona) ai campionati italiani paralimpici indoor 2024
- Argento Gaetano Schimmenti nella 4x400 m ad (Ancona) ai campionati italiani paralimpici indoor 2023
- Argento Gaetano Schimmenti nei 100 m a (Firenze) ai campionati italiani paralimpici 2013
- Argento Gaetano Schimmenti nei 100 m a (Firenze) ai campionati italiani paralimpici 2013
- Argento Gaetano Schimmenti nei 100 m a (Firenze) ai campionati italiani paralimpici 2018
- Argento Gaetano Schimmenti nei 100 m a (Nuoro) ai campionati italiani paralimpici 2021
- Argento Gaetano Schimmenti nei 100 m a (Molfetta) ai campionati italiani paralimpici 2022
- Argento Gaetano Schimmenti nei 200 m a (Firenze) ai campionati italiani paralimpici 2013
- Argento Gaetano Schimmenti nei 200 m a (Roma) ai campionati italiani paralimpici 2017
- Argento Gaetano Schimmenti nei 200 m a (Macerata) ai campionati italiani paralimpici 2019
- Bronzo Gaetano Schimmenti nei 60 m ad (Ancona) ai campionati italiani paralimpici indoor 2022
- Bronzo Gaetano Schimmenti nei 200 m ad (Ancona) ai campionati italiani paralimpici 2016
- Bronzo Gaetano Schimmenti nei 200 m a (pescara) ai campionati italiani paralimpici 2020
- Bronzo Gaetano Schimmenti nei 200 m a (Molfetta) ai campionati italiani paralimpici 2022
- Bronzo Gaetano Schimmenti nei 200 m a (Molfetta) ai campionati italiani paralimpici 2024

## Atleti in nazionale
- Serenella Polacco (1968)
- Ermanno Cedrati (1990)
- Michele Falcetta (1998)
- Angelica Ghergo (2018-2022)

## Record Sociali
aggiornati novembre 2023

### Maschili

#### Outdoor
| 100 m piani         | 10"91 | Michele Falcetta                                                          | Italia      | 23 maggio 1998    | Recanati, Italia                 |                      |             |                             |                 |
| 200 m piani         | 21"67 | Michele Falcetta                                                          | Italia      | 10 maggio 1998    | Spoleto, Italia                  |                      |             |                             |                 |
| 400 m piani         | 48"9 | Michele Falcetta                                                          | Italia      | 31 luglio 2002    | Massa Lombarda, Italia           |                      |             |                             |                 |
| 800 m piani         | 1'56"4 | Sergio Sampaoli                                                           | Italia      | 20 giugno 1991    | Bologna, Italia                  |                      |             |                             |                 |
| 1500 m piani        | 4'12"8 | Sergio Sampaoli                                                           | Italia      | 20 settembre 1991 | Bologna, Italia                  |                      |             |                             |                 |
| 5000 m piani        | 16'37"55 | Mattia Casali                                                             | Italia      | 5 luglio 2009     | Fabriano, Italia                 |                      |             |                             |                 |
| 10000 m piani       | 40'09"65 | Sergio Sampaoli                                                           | Italia      | 27 febbraio 2011  | Macerata, Italia                 |                      |             |                             |                 |
| Maratona            | 3h29'48 | Sergio Sampaoli                                                           | Italia      | 25 novembre 2012  | Firenze, Italia                  |                      |             |                             |                 |
| 3000 m siepi        | 10'38"79 | Mattia Casali                                                             | Italia      | 11 luglio 2009    | Fermo, Italia                    |                      |             |                             |                 |
| 110 m ostacoli      | 14"88 | Manuel Nemo (TAM)                                                         | Italia      | 20 maggio 2018    | Torino, Italia                   |                      |             |                             |                 |
| 400 m ostacoli      | 53"52 | Luca Cristofanetti                                                        | Italia      | 13 luglio 1991    | Cesenatico, Italia               |                      |             |                             |                 |
| Alto                | 2.07 m | Gianmarco Tamberi                                                         | Italia      | 9 luglio 2009     | Bressanone, Italia               |                      |             |                             |                 |
| Asta                | 4.50 m | Manuel Nemo (TAM)                                                         | Italia      | 26 maggio 2018    | San Benedetto del Tronto, Italia |                      |             |                             |                 |
| Lungo               | 6.86 m | Manuel Nemo (TAM)                                                         | Italia      | 26 luglio 2014    | Ascoli Piceno, Italia            |                      |             |                             |                 |
| Triplo              | 15.43 m | Ermanno Cedrati                                                           | Italia      | 20 maggio 1990    | Bressanone, Italia               |                      |             |                             |                 |
| Peso                | 12.40 m | Paolo Pompei                                                              | Italia      | 14 settembre 1978 | Macerata, Italia                 |                      |             |                             |                 |
| Disco               | 34.78 m | Paolo Pompei                                                              | Italia      | 2 giugno 1982     | Macerata, Italia                 |                      |             |                             |                 |
| Martello            | 22.99 m | Mauro Pirani                                                              | Italia      | 19 maggio 2002    | Macerata, Italia                 |                      |             |                             |                 |
| Giavellotto         | 56.35 m | Dennis Mengoni (TAM)                                                      | Italia      | 25 maggio 2025    | Osimo, Italia                    |                      |             |                             |                 |
| Decathlon           | 6235 punti | Manuel Nemo (TAM)                                                         | Italia      | 25/26 aprile 2015 | Osimo, Italia                    |                      |             |                             |                 |
| Decathlon           | \| 100 m 11"68 (-1.0) \| Lungo 6,85 m (+0.9) \| Peso (7,260 kg) 9,55 m \| Alto 1,98 m \| 400 m 53"93 \| 110 m hs (1,06 m) 15"07 (+1.7) \| Disco (2 kg) 25,59 m \| Asta 4,10 m \| Giavellotto (800 g) 36,14 m \| 1 500 m 4'54"72 \| |                                                                           |             |                   |                                  |                      |             |                             |                 |
| 4 x 100 m           | 42"40 | Giorgio Gioacchini, Lorenzo Proserpio, Marco Torcianti, Simone Monzani    | Italia      | 10 luglio 2002    | Ancona, Italia                   |                      |             |                             |                 |
| 4 x 200 m           | 1'32"18 | Francesco Lombardelli, Leonardo Malatini, Filippo Piermattei, Manuel Nemo | Italia      | 14 giugno 2000    | Fermo, Italia                    |                      |             |                             |                 |
| 4 x 400 m           | 3'17"86 | Daniele Fontanella, Michele Falcetta, Simone Carancini, Simone Monzani    | Italia      | 21 luglio 2002    | Viareggio, Italia                |                      |             |                             |                 |
| Marcia 5000         | 24'55"13 | Niccolò Santoni                                                           | Italia      | 21 settembre 2024 | Campobasso, Italia               |                      |             |                             |                 |
| Marcia 10000        | 53'20"94 | Riccardo Picchio (TAM)                                                    | Italia      | 13 luglio 2024    | Fermo, Italia                    |                      |             |                             |                 |
| Marcia 5 km strada  | 27'14"0 | Mario Fiori                                                               | Italia      | 29 marzo 2009     | Ancona, Italia                   |                      |             |                             |                 |
| Marcia 10 km strada | 51'38 | Riccardo Picchio (TAM)                                                    | Italia      | 20 ottobre 2024   | Grottammare, Italia              |                      |             |                             |                 |
| 100 m 11"68 (-1.0)  | Lungo 6,85 m (+0.9) | Peso (7,260 kg) 9,55 m                                                    | Alto 1,98 m | 400 m 53"93       | 110 m hs (1,06 m) 15"07 (+1.7)   | Disco (2 kg) 25,59 m | Asta 4,10 m | Giavellotto (800 g) 36,14 m | 1 500 m 4'54"72 |

### Femminili
| Specialità                     | Prestazione                                                                                              | Atleta                                                                      | Nazione     | Data              | Luogo                            |   |
| ------------------------------ | --- | --------------------------------------------------------------------------- | ----------- | ----------------- | -------------------------------- | - |
| 100 m piani                    | 11"97 | Valentina Natalucci (UniUrb)                                                | Italia      | 23 maggio 2014    | Milano, Italia                   |   |
| 200 m piani                    | 24"31 | Valentina Natalucci (TAM)                                                   | Italia      | 21 giugno 2014    | Modena, Italia                   |   |
| 400 m piani                    | 55"13 | Angelica Ghergo (TAM)                                                       | Italia      | 1 maggio 2024     | Modena, Italia                   |   |
| 800 m piani                    | 2'13"49                                                                                                  | Serena Frolli (TAM)                                                         | Italia      | 26 settembre 2021 | Sulmona, Italia                  |   |
| 1500 m piani                   | 4'40"76                                                                                                  | Serena Frolli (TAM)                                                         | Italia      | 18 settembre 2021 | Torino, Italia                   |   |
| 5000 m piani                   | 23'38"95                                                                                                 | Laura Vergari                                                               | Italia      | 22 luglio 2007    | Fano, Italia                     |   |
| 3000 m siepi                   | 11'41"17                                                                                                 | Serena Frolli (TAM)                                                         | Italia      | 4 luglio 2021     | Fabriano, Italia                 |   |
| 100 m ostacoli                 | 14"49 | Angelica Ghergo (Esercito)                                                  | Italia      | 2 luglio 2022     | Macerata, Italia                 |   |
| 400 m ostacoli                 | 57"12 | Angelica Ghergo (Esercito)                                                  | Italia      | 29 giugno 2024    | La Spezia, Italia                |   |
| Alto                           | 1.69 m                                                                                                   | Sandra Ghergo                                                               | Italia      | 23 giugno 1990    | Chieti, Italia                   |   |
| Asta                           | 3.10 m                                                                                                   | Valentina Giuliano                                                          | Italia      | 31 agosto 2008    | Montecassiano, Italia            |   |
| Lungo                          | 5.76 m                                                                                                   | Marija Leandri                                                              | Italia      | 20 maggio 2000    | Terni, Italia                    |   |
| Triplo                         | 11.64 m                                                                                                  | Sandra Ghergo                                                               | Italia      | 7 aprile 1990     | Macerata, Italia                 |   |
| Peso                           | 11.43 m                                                                                                  | Sandra Ghergo                                                               | Italia      | 27 settembre 1986 | Bolzano, Italia                  |   |
| Disco                          | 26.56 m                                                                                                  | Sabrina Bristot                                                             | Italia      | 5 settembre 2004  | Bolzano, Italia                  |   |
| Martello                       | 32.62 m                                                                                                  | Veronica Lozzi                                                              | Italia      | 20 maggio 2006    | Macerata, Italia                 |   |
| Giavellotto (nuovo attrezzo)   | 31.87 m                                                                                                  | Sandra Ghergo                                                               | Italia      | 25 giugno 2000    | Macerata, Italia                 |   |
| Giavellotto (vecchio attrezzo) | 42.52 m                                                                                                  | Sandra Ghergo                                                               | Italia      | 17 giugno 1990    | Spoleto, Italia                  |   |
| Eptathlon                      | 5067 punti                                                                                               | Sandra Ghergo                                                               | Italia      | 23/24 giugno 1990 | Chieti, Italia                   |   |
| Eptathlon                      | \| 100 m hs ? \| Alto 1,69 m \| Peso (4 kg) ? \| 200 m 26"86 \| Lungo ? \| Giavellotto (600 g) ? \| ? \| |                                                                             |             |                   |                                  |   |
| 4 x 100 m                      | 48"33 | Alice Frontalini, Alessandra Rivellini, Greta Luchetti, Valentina Natalucci | Italia      | 15 giugno 2024    | Brescia, Italia                  |   |
| 4 x 200 m                      | 1'48"1 (m)                                                                                               | Fabiola Dolcini, Maria Teresa Di Nicola, Marija Leandri, Elena Pesaresi     | Italia      | 14 giugno 2000    | Montecassiano, Italia            |   |
| 4 x 400 m                      | 3'53"23                                                                                                  | Alice Frontalini, Valentina Natalucci, Greta Luchetti, Angelica Ghergo      | Italia      | 15 maggio 2022    | San Benedetto del Tronto, Italia |   |
| Marcia 10 km strada            | 54'27 | Marina Ivanova                                                              | Italia      | 24 ottobre 2021   | Grottammare, Italia              |   |
| 100 m hs ?                     | Alto 1,69 m                                                                                              | Peso (4 kg) ?                                                               | 200 m 26"86 | Lungo ?           | Giavellotto (600 g) ?            | ? |

## Onorificenze
- Stella d'argento al merito sportivo CONI (2014)
- Stella di bronzo al merito sportivo CONI (2007)